# Brzeźnica (powiat bocheński)
Brzeźnica – wieś w Polsce położona w województwie małopolskim, w powiecie bocheńskim, w gminie Bochnia.
Integralne części miejscowości: Górki, Kiebło, Podole, Przysieki. We wsi znajduje się cmentarz ofiar jednej z epidemii cholery.

## Historia
Kalendarium:
- przed 1078 – najprawdopodobniej już wtedy istniała wieś Brzeźnica założona przez rycerza Jana Brzeźnickiego;
- 1078 – poświęcenie kościoła pod wezwaniem św. Piotra przez św. Stanisława Biskupa i Męczennika;
- 1242 – przekazanie Brzeźnicy pod opiekę klasztoru w Staniątkach, wraz z kościołem św. Piotra, dziesięcinami należącymi do niego, wolnym targiem, karczmami, oraz bobrami. Poświadczenie Konrada Mazowieckiego. Najstarszy dokument wzmiankujący Brzeźnicę;
- 1243 – nadanie Brzeźnicy immunitetu ekonomicznego i sądowniczego, oraz przywileju wolnego targu w karczmach;
- 1253 – oddanie Brzeźnicy wraz z kościołem i posiadłościami pod opiekę papieża Innocentego IV;
- 1254 – wydanie dokumentu przez księcia Bolesława Wstydliwego, zatwierdzającego przywileje Konrada Mazowieckiego;
- 1285 – wykupienie Brzeźnicy i Brzeźnicy Nowej przez Hartmunda z Bochni;
- 1315 – zmienienie nazwy Brzeźnicy Nowej, na Łazy;
- XVI w. – utworzenie szkoły działającej przy parafii;
- 1534 – wykupienie Brzeźnicy przez Piotra Kmitę;
- 1539 – przejęcie Brzeźnicy przez Lubomirskich;
- XVII w. – utworzenie szpitala;
- lata 20. XVII w. – pożar i doszczętne spalenie kościoła pw. św. Piotra;
- 1635 – poświęcenie nowego kościoła pod wezwaniem św. Stanisława;
- 1772 – pierwszy rozbiór Polski. Likwidacja szkoły i szpitala.

Brzeźnica uzyskała lokację miejską w 1282 roku, utraciła prawa miejskie przed 1317 rokiem. Wieś duchowna, własność Opactwa Benedyktynek w Staniątkach położona była w drugiej połowie XVI wieku w powiecie szczyrzyckim województwa krakowskiego.
W latach 1954–1960 wieś należała i była siedzibą władz gromady Brzeźnica, po jej zniesieniu w gromadzie Bochnia. W latach 1975–1998 miejscowość należała administracyjnie do województwa tarnowskiego.

## Zabytki
Obiekty wpisane do rejestru zabytków nieruchomych województwa małopolskiego.
- Kościół parafialny pw. św. Stanisława Biskupa i Męczennika;
- dzwonnica drewniana z gotyckimi dzwonami.

### Inne zabytki
- Kaplica pw. św. Stanisława. Początkowo w 1777 roku wzniesiono figurę kamienną św. Stanisława bpa z fundacji N. Ankwiczowej, właścicielki majątku. Figurę obudowano, czyniąc kaplicę drewnianą. Obecna, murowana kaplica została wzniesiona w 1867 roku (odpis z karty ewidencyjnej mgr Marka Grabskiego).

## Sport
W Brzeźnicy od 2007 roku działa klub piłkarski KS Korona Brzeźnica.

## Zobacz też

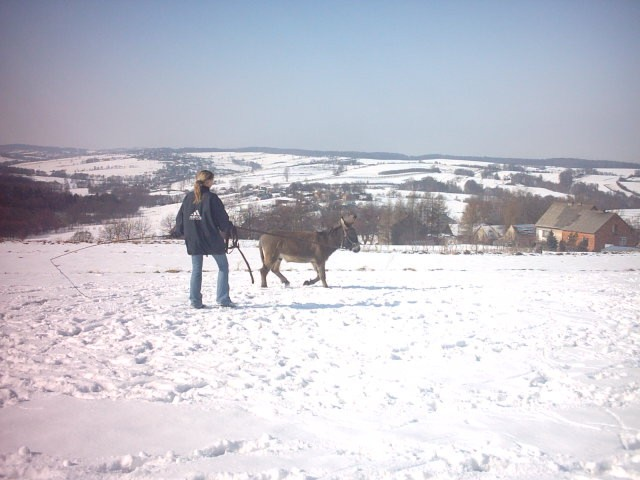
Widok od strony przysiółka Kiebło
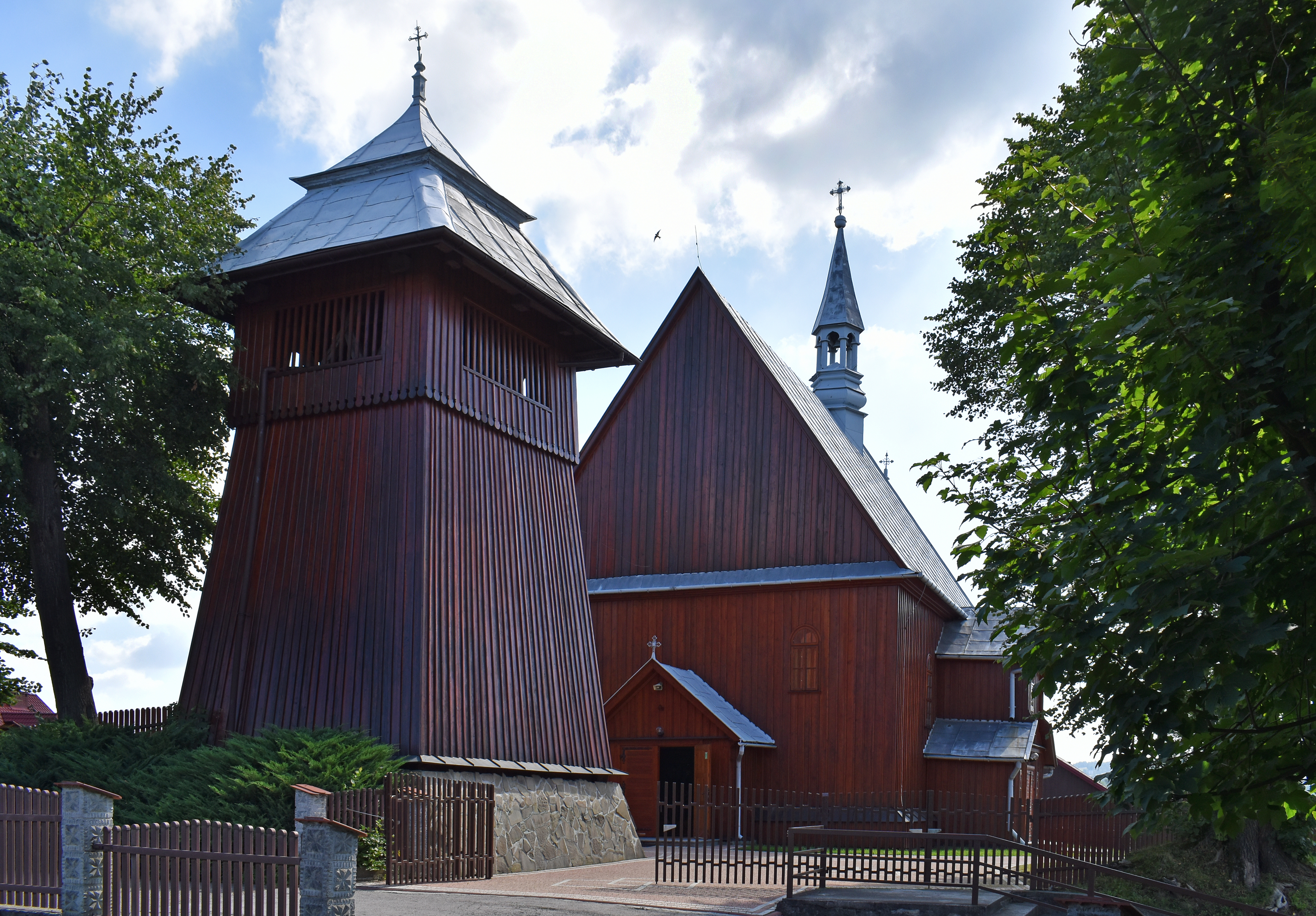
Kościół św. Stanisława i dzwonnica Brzeźnica 170
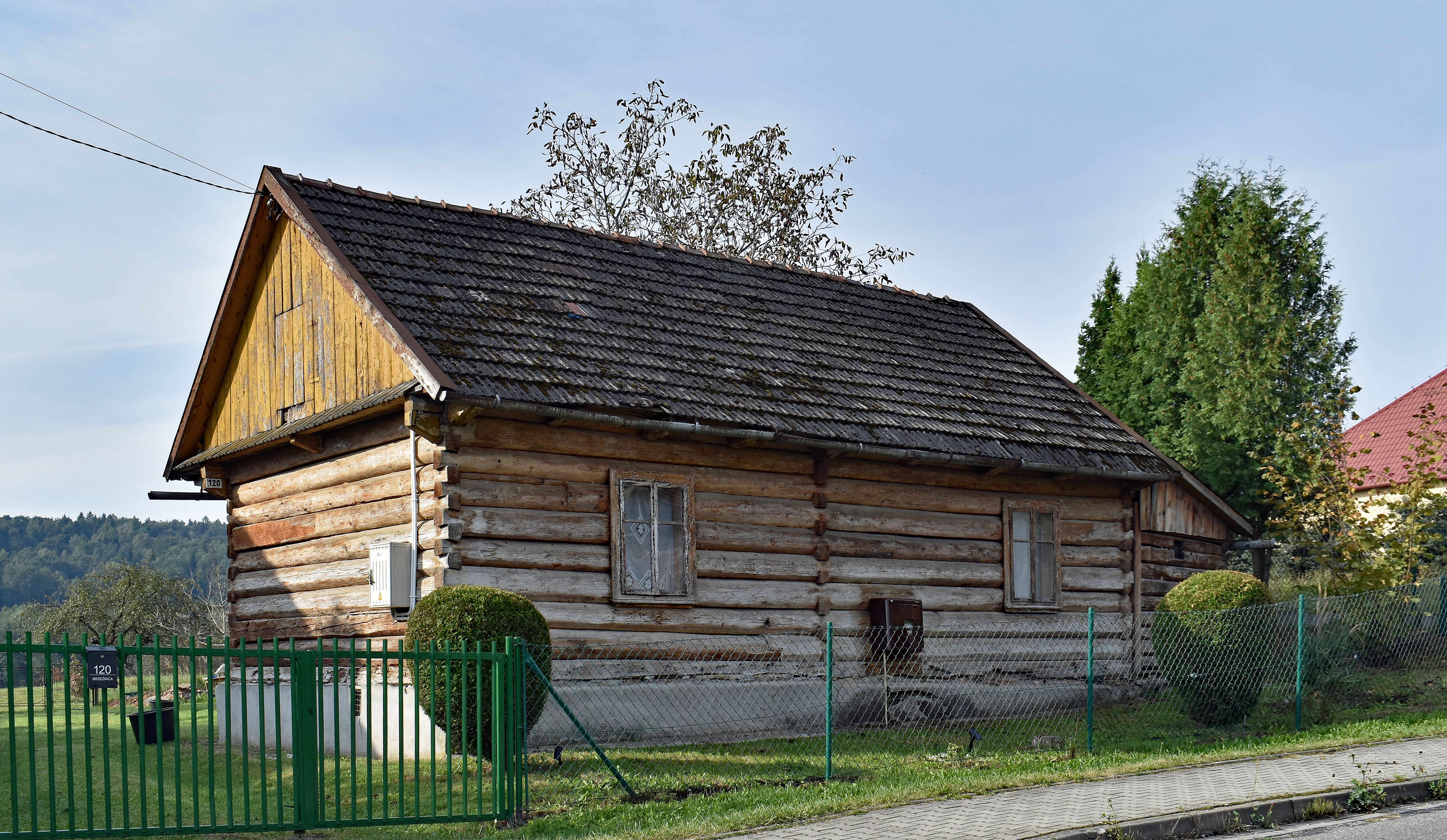
Stara chałupa Brzeźnica 120
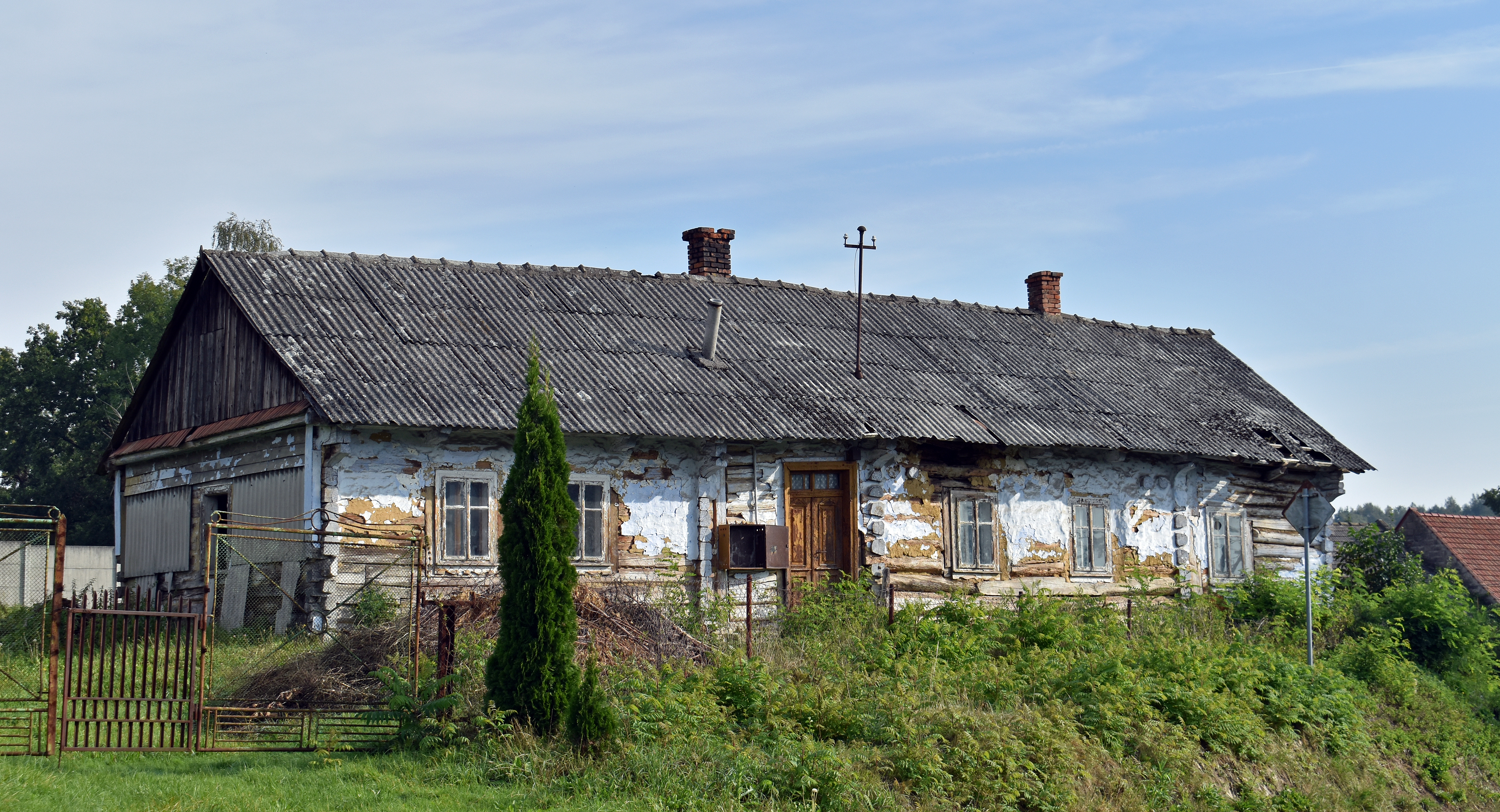
Stara chałupa Brzeźnica 167
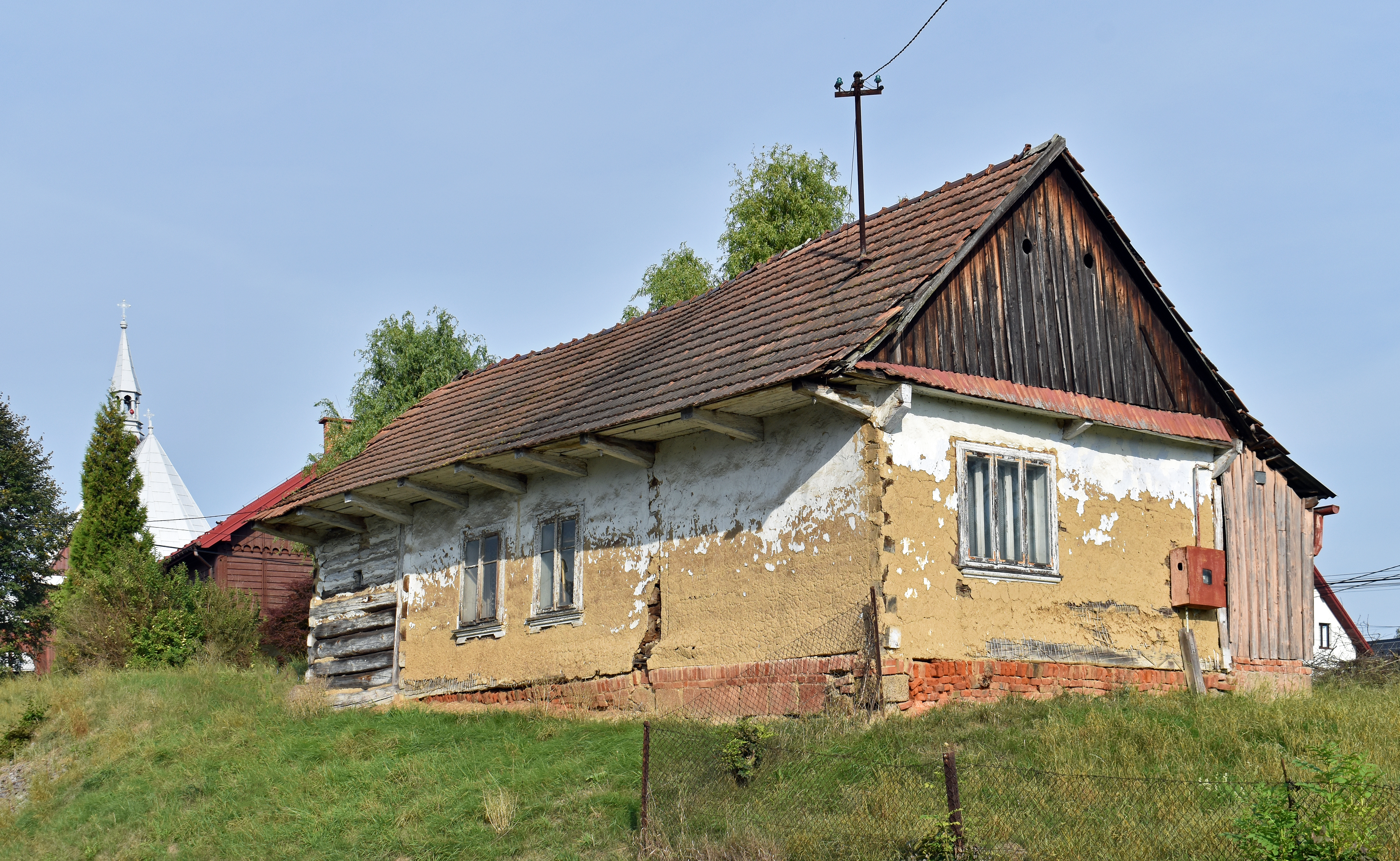
Stara chałupa Brzeźnica 172